# Оскар Киш
Велики значај у развоју гинекологије и акушерства у Општој болници у Лесковцу имао је долазак др Оскара Киша из Новога Сада, на основу распореда и одлуке Персоналног одсека Окружног народног одбора, под бројем 786. На хируршком одељењу гинекологија добија једну собу и операциону салу на коришћење. Национализацијом Санаторијума др. Душана Деклеве 1948. године, гинеколошко одељење се сели у исти, али формално остаје у саставу болнице.
Доласком др Оскара Киша, гинеколошко-акушерско одељење у Лесковцу практично постоји и функционише у обиму и квалитету модерне гинекологије и акушерства. Др Оскар Киш рођен је 1908. године у Новом Саду, специјализант академика Јулија Будисављевића и Фрање Дурста у Загребу, изванредан оператор, рутинарни практичар, одличан дијагностичар, широког медицинског образовања, педантан, са професионалним односом према послу који је радио. У двадесетпетогодишњем раду раду неимарски је стварао са својим сарадницима и подизао углед Гинеколошко-акушерске службе у Лесковцу. Величина његовог акушерског умећа доказује и оперативним захватом 1950. године, Wertheim-овом операцијом у етар-анестезији са асистентом бабицом Тошић и инструментаром Антонијом Муршић. Хистиоатлошку потврду добија из Загреба, где се констатује мета промене у линфогландулама. Већ шездесетих година прошлог века, поред форцепса уводи и вакуум екстракцију плода, вакуум аспирацију код прекида трудноће, хистеросалпингографију, пнеумогинекографију, серклаж и др. 1958. године оснива Онколошки диспанзер, први у јужној Србији.
Основна проблематика одељења била је: запаљењски процеси мале карлице, спетични абортус, начин смањења вештачког прекида трудноће, а у породиљству: плацента превија, занемарени попречни положај и руптура утеруса.
Др Оскар Киш објавио је више од 15 стручних радова у земљи и иностранству. Био је члан Гинеколошко-акушерске секције СЛД-а и један од оснивача Онколошке секције СЛД-а. Такође је био председник Подружнице СЛД у Лесковцу. Др Оскар Киш организатор је првог састанка секције гинеколога и акушера Србије и Македоније на челу са проф. др. Драгомиром Младеновићем и др Александром Лазаровим. Звање примаријуса стекао је 1964. године. Прерана смрт 1972. године, спречила га је да свој рад у Лесковцу крунише отварањем одељења у новој болници.